# At Home with the Braithwaites
At Home with the Braithwaites é uma série de televisão britânica criada e escrita por Sally Wainwright e estrelada por Amanda Redman e Peter Davison.

## Elenco
- Amanda Redman ...Alison Braithwaite
- Peter Davison ...David Braithwaite
- Sarah Smart ...Virginia Braithwaite
- Sarah Churm ...Sarah Braithwaite
- Keeley Fawcett ...Charlotte Braithwaite
- Julie Graham ...Megan Hartnoll
- Kevin Doyle ...Mike Hartnoll
- Lynda Bellingham ...Pauline Farnell
- Sylvia Syms ...Marion Riley
- Judy Holt ...Elaine Fishwick (temporadas 1, 2 e 4)
- Ray Stevenson ...Graham Braithwaite (temporadas 2 e 3)
- Lucy Whelan ...Tamsin
- Hazel Douglas ...Audrey Crowther
- Damian Zuk ...Phil Skidmore
- Ishia Bennison ...Denise Skidmore
- Garry Cooper ...Colin Skidmore (temporadas 1, 2 e 3)
- Adam Rayner ...Nick (Series 4)
- Scott Cooper ...Jordan Fishwick (temporada 4)
- Adam & Jamie Harrison ...Baby William (temporada 3)

## Prêmios e indicações
| Ano  | Prêmio                         | Categoria              | Indicação                     | Resultado |
| ---- | ------------------------------ | ---------------------- | ----------------------------- | --------- |
| 2002 | 30th International Emmy Awards | Melhor Série Dramática | At Home with the Braithwaites | Indicado  |
| 2002 | BAFTA Awards                   | Melhor Série Dramática | At Home with the Braithwaites | Indicado  |